# Museo del Molino (Puente la Reina de Jaca)
El Museo del Molino de Puente la Reina de Jaca, en la comarca de La Jacetania, Huesca, España, es un edificio que alberga en su interior desde sedes de organismos oficiales de la Comarca a la antigua maquinaria de una central eléctrica del siglo XIX, que forma parte del Museo del Molino.

## Descripción histórico-artística
Cerca de Puente la Reina de Jaca debió existir desde la época medieval hasta quedar totalmente despoblada en el siglo XIV, una villa de nombre supuestamente “Astorito”. De hecho esa villa es nombrada como lugar de  final de etapa en el Libro V del Códice Calixtino, escrito en el siglo XII, según dice,  por el clérigo francés Aymeric Picaud, pese a lo discutida que está esta autoría.
En la actualidad aún  pueden distinguirse, cerca del puente moderno de Puente la Reina (puente que data de 1880 y que es obra del ingeniero Saturnino Bellido),  los restos del antiguo puente medieval, que, era conocido ya desde 1084 como “puente de Astorito”, y que  según ciertos autores, puede tener origen romano o fue el sustituto de otro de aquella época. No podemos olvidar que la calzada romana Zaragoza-Bearn, que era una  vía internacional importante, franqueaba el río Aragón en este punto; también se encontraba  en Puente la Reina de Jaca el cruce con la calzada Jaca-Pamplona, que se reconvertiría después en  parte del  Camino de Santiago.
Además hay documentos en los que se cita al puente de Astorito, como el situado entre las poblaciones de Bailo y Astorito, que fueron entre los siglos X-XII sedes regias.
En época medieval los puentes que vadeaban ríos de fuerte caudal eran muy cotizados, ya que sus propietarios podían obtener grandes rentas por el peaje que se cobraba por ser utilizado.
El puente de Astorito formó parte de la dote de la reina Felicia de Roucy, segunda mujer de Sancho Ramírez.
Además, existe documentación contrastada de que ya en el siglo XVIII, había un  molino, llamado de “Azorito”, nombre que puede derivar de Astorito, utilizado para la producción de harina, que acabó utilizándose para instalar en él una de las  primeras 'mini' centrales hidroeléctricas de la comarca de la Jacetania.
El edificio fue rehabilitado y se convirtió en la sede de algunos organismos públicos comarcales, así como del conocido como “Museo del Molino”.
El museo se ubica en las planta baja,  y en él se conserva y expone parte de la antigua  maquinaria que sirvió para la producción de energía eléctrica.